# La morte di Priamo
La morte di Priamo (La Mort de Priam) è un dipinto a olio su tela del pittore francese Jules Joseph Lefebvre, realizzato nel 1861. L'opera è attualmente conservata alla scuola nazionale superiore di belle arti di Parigi. Un bozzetto dell'opera è conservato nel medesimo luogo.

## Descrizione
Fu grazie a quest'opera che l'autore vinse il premio di Roma nel 1861, battendo il dipinto sullo stesso tema artistico dipinto da Léon Perrault. Quest'opera accademica rappresenta un episodio della guerra di Troia, narrato da Virgilio nell'Eneide: in piedi davanti a un altare, Neottolemo (anche noto come Pirro) solleva la mano destra per uccidere con un colpo di spada il vecchio Priamo, il re di Troia, allungato ai suoi piedi e dal petto emanciato e scoperto. Neottolemo indossa un elmo ed una tunica corta, sopra la quale porta una corazza e un mantello porpora che scivola sulla spalla sinistra. Il suolo è pieno di cadaveri sparsi qua e là e sullo sfondo la città di Troia viene divorata dalle fiamme durante l'assalto dei Greci, mentre a destra Ecuba, attorniata dalle figlie, guarda con orrore la fine di suo marito.